# Chapelle Notre-Dame de Benva
Pour les articles homonymes, voir Chapelle Notre-Dame.
La chapelle Notre-Dame de Benva ou Ben Va, dite aussi Notre-Dame de Belval ou Notre-Dame des Salettes, est une chapelle catholique construite au XVe siècle à Lorgues, à trois kilomètres du centre-ville, sur la route de Saint-Antonin, dans le quartier de Réal Laugier.
Elle fait l'objet d'un classement au titre des monuments historiques depuis le 25 avril 1929.

## Étymologie
« Benva » provient du provençal « Ben vaï », qui signifie « Bon voyage ». L'orthographe « Belval », utilisée lors du classement de la chapelle en monument historique, proviendrait du docteur François Cordouan, auteur d'une Histoire de la commune de Lorgues en 1864. La dénomination « Notre-Dame des Salettes », qui apparaît sur d'anciennes cartes, vient quant à elle d'un hameau voisin.

## Histoire
La chapelle, dédiée à l'Annonciation de la Très-sainte-Vierge, est bâtie en 1458 selon la forme de l'écriture des inscriptions en lettres gothiques. Elle se trouve sur une voie secondaire du chemin de Compostelle, Jacques et Notre-Dame étant peut-être liés par le Protévangile de Jacques,. Selon la légende, la chapelle aurait été fondée « en actions de grâce à la suite de la disparition d'une énorme bête féroce qui répandait la terreur dans les lieux voisins ».
La cloche d'origine, datant de 1655, est fondue lors de la Révolution française et remplacée en 1840 par Baudoin de Marseille.
En 1870, l'abbé Bérard procède à un relevé des fresques intérieures et extérieures, tout en publiant des articles concernant l'édifice dans La Provence artistique et pittoresque de juin et juillet 1881. Les fresques sont finalement classées au titre des monuments historiques en 1929.

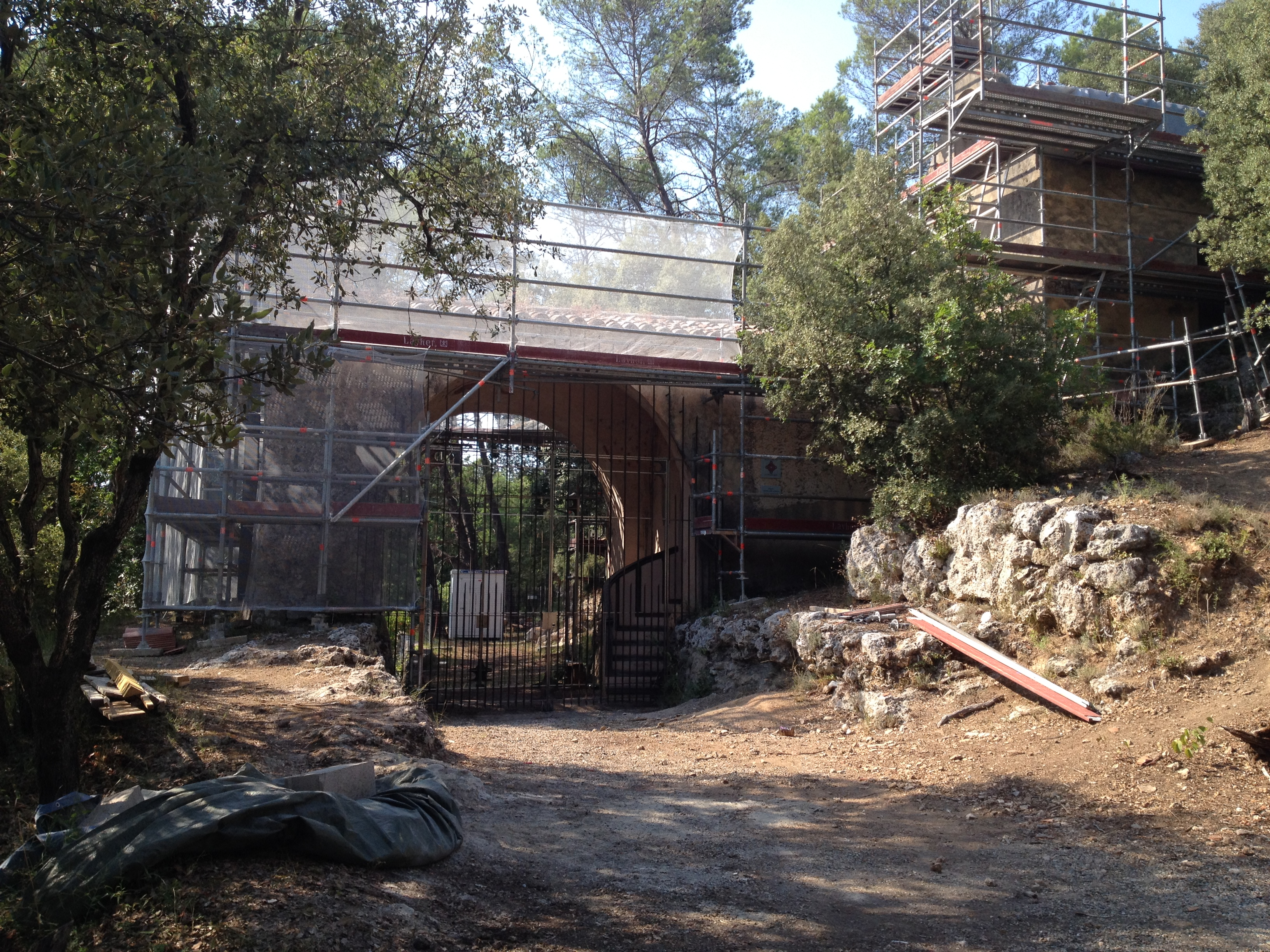
La chapelle en cours de restauration (août 2015).

Jusqu'en 1942, le chemin reliant Lorgues à Entrecasteaux passait sous le porche de la chapelle. Ce dernier est fermé par des grilles posées en 1988 par les Monuments Historiques afin de protéger les fresques du vandalisme.
Diverses restaurations ont lieu en 1931, 1958 et 1984, certaines sous l'égide de l'association des « Amis de Saint-Férréol et du Vieux Lorgues » (ASFVL) créée en 1972 et poursuivies par la commune dans les années 1990,,. En 1989, le retable baroque et la toile de l'Annonciation sont restaurées. En 1990 a lieu la restauration des peintures du porche, puis de l'intérieur. L'escalier d'accès est rénové en 1995.
En juin 2013, le conseil municipal de Lorgues vote un budget de 110 000 euros afin de restaurer la charpente, la toiture et le clocheton, une partie de la dépense étant supportée par la Direction régionale des Affaires culturelles. Les travaux prennent fin en 2016.

## Fresques
Les piliers et les voûtes de Notre-Dame de Benva sont couverts de fresques vraisemblablement exécutées au début des années 1510. Elles constituent l'un des seuls exemples de représentations médiévales du Purgatoire en Provence. Leur richesse témoigne d'une dévotion particulièrement vive de la part des habitants de la région. L'artiste reste inconnu, bien que Christian Delseray suppose qu'il s'agisse d'un « peintre alpestre itinérant, venu du Piémont », que Catherine Acchiard assimile à Hans Clemer.
De nombreux saints et scènes bibliques et eschatologiques sont représentés à travers ces fresques, :
- sous le porche, sur le mur de façade, en dessus de la porte d'entrée, figurent l'Annonciation à droite et un cavalier à gauche, représentant peut-être saint Martin, ainsi que saint Bernard à gauche de la porte. Sur les piliers du porche sont représentés saint Fiacre, saint Christophe, saint Blaise, saint Maur, la sainte Famille ainsi que d'autres saints non identifiés. Sur la voûte étoilée figurent les quatre évangélistes : le Livre et saint Matthieu, l'aigle et saint Jean, le taureau et saint Luc ainsi que le lion et saint Marc. L'Abbé Bérard rapporte que le centre était occupé par un « serpent à la gueule béante et aux yeux flamboyants », évoquant peut-être la légende attachée à la chapelle, « badigeonné sous prétexte que les mulets en étaient effrayés ».
- à l'intérieur, une scène de Purgatoire recouvre le haut du mur de la porte. Les anges de celle-ci présentent la particularité d'offrir des rafraîchissements aux âmes emprisonnées[20]. De chaque côté de la porte sont figurés saint Eloi, saint Sébastien et saint Jacques le Majeur. Les fresques du mur côté ouest représentent le Paradis avec saint Pierre, surmontant sept vertus, la dernière détruite par une niche creusée dans le mur. Ces vertus devaient répondre aux péchés du mur en face, presque totalement effacées, ainsi que la majeure partie du jugement et de l'Enfer, seul subsistant saint Michel terrassant le démon.

|                                 |
| Plafond de la voûte extérieure. |

|                          |
| Mur et porte extérieure. |

|                                      |
| Cour céleste, paroi ouest de la nef. |

|                                   |
| Sainte Marthe et Marie Madeleine. |

|             |
| Vertus (1). |

|             |
| Vertus (2). |

|                        |
| Enfer et Saint Michel. |